# Bay Football Club
El Bay Football Club es un club de fútbol femenino estadounidense con sede en la Bahía de San Francisco en California. Fue fundado en 2023 y jugó su temporada inaugural en la edición 2024 de la National Women's Soccer League, máxima categoría del fútbol femenino de los Estados Unidos. Hace de local en el PayPal Park con una capacidad de 18.000 espectadores.

## Historia
La Bahía de San Francisco fue anteriormente sede de dos equipos de fútbol femenino profesional: los San Jose CyberRays de la Women's United Soccer Association y el FC Gold Pride de la Women's Professional Soccer.
En junio de 2022, las exjugadoras de la selección de Estados Unidos Brandi Chastain, Leslie Osborne, Danielle Slaton y Aly Wagner anunciaron la fundación de un grupo llamado "NWSL to the Bay" con el objetivo de crear un equipo en la National Women's Soccer League (NWSL). En diciembre del mismo año, informes de la NWSL sugirieron que uno de los equipos a incorporarse en el 2024 vendría de la Bahía de San Francisco, además de otras ciudades del país. La liga se negó a confirmar cualquier informe antes de un anuncio oficial.
El 4 de abril de 2023, la liga otorgó formalmente uno de sus dos equipos a incorporarse en 2024 al grupo de la Bahía de San Francisco. El segundo equipo sería el Utah Royals FC, exmiembro de la liga hasta la disolución del club en 2020.
En septiembre de 2023, Albertin Montoya fue anunciado como el primer entrenador del equipo.

## Colores y escudo
El club reveló sus colores y escudo el 1 de junio de 2023. El escudo es un círculo con una letra B en gótico en la que figura un soporte del puente Golden Gate. Los colores primarios del club son el azul y el rojo cálido, mientras que sus colores secundarios son dos tonos de gris.